# 1996年夏季残疾人奥林匹克运动会埃及代表团
1996年夏季残疾人奥林匹克运动会埃及代表团是埃及派出的1996年夏季残疾人奥林匹克运动会代表团。获得8枚金牌、11枚银牌和11枚铜牌。